# كارول ليون هيل
كارول ليون هيل (بالإنجليزية: Carol Leon Hale)‏ هو كاتب أمريكي، ولد في 30 مايو 1921.